# Ripattoni
Ripattoni is een plaats (frazione) in de Italiaanse gemeente Bellante.